# Bourguenolles
Bourguenolles è un comune francese di 321 abitanti situato nel dipartimento della Manica nella regione della Normandia.
Appartiene al cantone di Villedieu-les-Poêles nella circoscrizione (arrondissement) di Saint-Lô.
Vi si trova la chiesa di Saint-Barthélémy

## Società

### Evoluzione demografica
Abitanti censiti